# Tête de Galantry
La tête de Galantry est une colline de l'île Saint-Pierre, dans l'archipel de Saint-Pierre-et-Miquelon.

## Géographie
La tête de Galantry est située dans le sud-est de l'île Saint-Pierre, au sud-est du port de Saint-Pierre, à l'est de l'aéroport et au sud-ouest du cap Noir. Elle culmine à 54 mètres d'altitude et comporte sur son flanc est une statue de la Vierge et un phare. Une route franchit la colline du nord au sud.
Administrativement, elle se trouve sur la commune de Saint-Pierre.